# Manaoag
Manaoag là một đô thị hạng 1 ở tỉnh Pangasinan, Philippines. Theo điều tra dân số năm 2007, đô thị này có dân số 62.684 người trong 10.563 hộ.
Manaoag giáp Pozorrubio về phía bắc, Thành phố Urdaneta và Mapandan về phía nam, Binalonan về phía đông, San Jacinto về phía tây.